# Plantagenetgrund
Plantagenetgrund este o arie protejată (arie specială de conservare — SAC, sit de importanță comunitară — SCI) din Germania întinsă pe o suprafață de 14.903 ha, integral marine.

## Localizare
Centrul sitului Plantagenetgrund este situat la coordonatele 54°34′30″N 12°54′53″E / 54.575°N 12.9147°E.

## Înființare
Situl Plantagenetgrund a fost declarat sit de importanță comunitară în martie 2008 pentru a proteja 3 specii de animale. Situl a fost protejat și ca arie specială de conservare în august 2016.

## Biodiversitate
Situată în ecoregiunea continentală, aria protejată conține 1 habitat natural: Recifuri.
La baza desemnării sitului se află mai multe specii protejate de  mamifere (3): Halichoerus grypus, focă obișnuită (Phoca vitulina), marsuin (Phocoena phocoena)